# しれとこ100平方メートル運動
しれとこ100平方メートル運動（しれとこ100へいほうメートルうんどう）は、1977年（昭和52年）に北海道斜里町長（当時）の藤谷豊によって提唱された日本のナショナルトラスト運動。現在は100平方メートル運動の森・トラストに改称。別名百平米運動。

## 概要
当時、乱開発の危機にあった知床半島の幌別・岩尾別地区の離農地を買い取るため、100平方メートルにつき8,000円を1口として寄付を募り、土地の保全や植樹を行うため呼びかけたもの。
寄付金がすべての土地を買い取るための目標金額に達したため、1997年（平成9年）、「100平方メートル運動の森・トラスト」に名称変更し、活動を森林再生・生態系復元運動公開として現在まで続いている。

## 地理
北海道の道東地区にある知床半島のうち、幌別・岩尾別地区の開拓離農地（現在は町有地）。知床国立公園内であり、知床世界自然遺産地域内でもある。

## 歴史
- 1972年（昭和47年） - 国立公園内の岩尾別地区で不動産業者等の土地売買、斡旋が始まる。
- 1973年（昭和48年） - 知床の乱開発を避けるため岩尾別地域の土地所有者に対し文書で慎重にするよう要請する。
- 1975年（昭和50年）10月 - 開拓離農者8名から斜里町議会へ請願が提出される。
- 1976年（昭和51年）3月 - 議会が開拓者からの請願を採択する。藤谷町長は海道庁・環境庁に対し、国策による開拓計画の経緯や国立公園管理の観点から開拓離農地の取得・保全を要請するも「公園計画上の第3種特別地域は買い上げの対象外」と断られる。
- 1977年（昭和52年）
  - 1月16日付け朝日新聞「天声人語」で英国のナショナルトラストが紹介される。
  - 2月26日 - 斜里町の新年度予算発表の場でしれとこ100平方メートル運動の構想を発表し、翌日から問い合わせが相次ぐ。
  - 3月 - 「しれとこで夢を買いませんか」をキャッチフレーズに「国立公園内100平方メートル運動」がスタートする。
- 1978年（昭和53年）
  - 1月、「自然景観保全林設置条例」と「国立公園内土地保全基金条例」を制定する。
  - 5月1日 - 「自然景観保全協議会」がスタートする。
  - 10月 - 環境庁に対し国立公園内運動地地種の格上げを要請する。「しれとこ通信」第1報を発行。
- 1979年（昭和54年）
  - 藤谷町長が退任し、船津町長が就任。
  - 10月 - しれとこ100平方メートル運動推進本部」が発足。
  - 11月4日付朝日新聞「天声人語」で運動が紹介され、申し込みが殺到する。
- 1980年（昭和55年） - 「しれとこ通信」の発行と「記念植樹祭」を年1回とする。10口以上の参加・企業等大口寄付・事務費の20％を上限とした基金からの充当を認める。
- 1982年（昭和57年） - 斜里町が『しれとこで夢を～100平方メートル運動の記録と参加者の手紙から～』を発行。
- 1983年（昭和58年）：3月、船津町長が英国のナショナルトラスト本部を訪問。6月、環境庁の「環境保全特別功労賞」を受賞。6月、運動地が国立公園の第2種特別地域に格上げされる。
- 1984年（昭和59年）：9月、英国のナショナルトラスト本部広報部長ローレンス・リッチが知床を訪問。
- 1985年（昭和60年）：5月、運動推進本部が「緑化推進内閣総理大臣賞」受賞。6月、参議院環境特別委員会でナショナルトラストについて審議される。1月、林野庁が第5次網走地域施業計画で知床国有林での新たな伐採計画を提示。10年で1万本、林道は造成せずヘリ集材に変更する内容。
- 1986年（昭和61年）：1月「青い海と緑を守る会」が町に対し伐採計画中止の要望を提出。4月24日、北見営林支局が9月伐採開始を発表する。6月、「しれとこ通信」で国有林伐採問題について町は「運動の精神から基本的には反対」「計画の見直しや地域参考の振興・過疎化の観点、また環境庁が了承していることからや止むを得ない」と公表。8月、斜里町議会は北海道自然保護団体連合計画中止陳情を不採択。
- 1987年（昭和62年）：4月13日、北見営林支局が4月14日8時30分から伐採着手すると発表。4月、全国・地方各紙「知床伐採を強行」等の見出しで大きく報道し、日本野鳥の会、WWF日本委員会など抗議文、反対声明が相次ぐ。北海道自然保護連合などが現地抗議、プチコ行動をする中、4月14日から16日にかけて530本を伐採し、17日からヘリ集材を始め3日に終了。4月29日、京都の法然寺で「知床伐採木法要」を行う。5月1日、「青い海と緑を守る会」会長だった午来昌（ごらい さかえ）が町長に当選。5月26日、「しれとこ100平方メートル運動ハウス」がオープン。
- 1988年（昭和63年）：9月22日、斜里町の出資で「自然トピアしれとこ管理財団」（現在の公益財団法人知床財団）設立。9月23日知床自然センターがオープン。12月、北海道新聞が「林野庁は知床国有林伐採を全面凍結」と報道。
- 1989年（平成元年）：7月、環境庁の国設知床鳥獣保護区管理センターがオープン。8月、知床五湖周辺の民有地が売買される。100平方メートル運動地以東（奥知床）の民有地を保護地種区分の格上げと公有地化を国及び道に要請。10月、知床五湖周辺の民有地の立木伐採・工作物新築許可が環境庁に提出される。
- 1991年（平成2年）：9月、札幌在住の参加者が運動地の売買を原因とする「所有権の一部移転登記」を求める民事訴訟を提起。
- 1992年（平成4年）：7月、英国ナショナルトラスト本部事務総長アンガス・スターリング夫妻が知床を訪問。8月、同じ原告から新たな訴訟が提起される。
- 1994年（平成6年）：藤谷元町長が死去。
- 1997年（平成9年）：100平方メートル運動の森・トラストが開始される。森林再生専門委員会議がスタートし、「不変の原則」「長期計画・中期計画・5年回帰計画」「項目別の長期目標」を定める。
- 1998年（平成10年）：3月、読売新聞社主催の「97北のくらし大賞」特別賞を受賞。（財）日本ファッション協会の第7回日本生活文化賞に選定される。「しれとこの森通信」創刊号。
- 2000年（平成12年）：6月、第1回「運動地シカ対策ワーキング会議」を開催する。
- 2003年（平成15年）：10月、政府が次期世界自然遺産候補地として「知床」を決定する。関係機関・団体等で「地域連絡会議」を発足する。
- 2004年（平成16年）：1月、日本政府がユネスコ世界遺産員会に知床の推薦書を提出する。
- 2005年（平成17年）：知床が世界遺産登録決定。
- 2007年（平成19年）：4月30日、午来昌町長が5期20年間勤め退任。5月1日、村田均町長が就任。
- 2017年（平成29年）：運動が40周年を迎える。

## 運動の参加状況

### 100平方メートル運動（土地の買い取り・保全）
1977年（昭和52年度）から1996年（平成8年度）まで……参加件数49,024件、金閣522,534千円

### しれとこ100平方メートル運動の森・トラスト
1997年（平成9年度）から2017年（平成29年度）まで……参加件数18,776件、金額363,981千円

## 不変の原則
1997年（平成9年）9月、100平方メートル運動の森・トラストとなってから第1回の森林再生専門委員会議で、森づくりの憲法とも言われる6項目の原則が定められた。
1. 植林木の生長によって余剰の樹木が生じても、運動地への系外への人為的搬出は認めない。
2. 自然に再生しつつある二次林では、森づくりの場合であっても大規模な森林構造の急変は行わない。
3. 再生計画の実施にあたっては、国立公園及び自然教育の場としての位置付けに配慮した森づくりをすすめる。
4. 5年一巡の回帰作業方式をとること。過去の作業の結果を評価するモニタリング調査を欠かさない。
5. 業計画の立案や見直しは、定期的に開催する専門委員会議に諮り、承認を得なければならない。
6. 野生生物とその営みの再生にあたっては、遺伝子汚染を防ぐこと。つまり、減少種の他地域からの安易な導入は行わない。現地の個体群からの増殖を原則とする。

## 森林再生計画
森林再生計画は、100年単位での長期計画、20年ごとの中期計画、さらに5年ごとの回帰作業計画の3段階で構成されている。
長期全体目標
1. 本来この地にあった原生の森を再生する。
2. 本来的な野生生物群集と自然生態系の循環を再生する。
3. トラスト資産としての運動地の適正な公開と保全のシステムを構築する。

## 参加者の交流事業

### 記念植樹祭（森のつどい）
斜里町は運動開始時に、買い取った土地での植樹機会の提供を約束していたことから、毎年１回以上の記念植樹祭を実施している。

### 森づくりワークキャンプ
ほぼ知床に一週間泊まり込みでボランティア（森づくり作業）をする

### 知床自然教室
運動参加者の子どもと斜里町の子どもとが、夏休みの約１週間を知床の自然の中で過ごす
支援する組

## 関連出版物
- 『しれとこで夢を～100平方メートル運動の記録と参加者の手紙から～』……1982（昭和57）年3月発行。斜里町の自費出版物。発行部数は5,000部参加者からの手紙を編集した書籍。1冊800円。

- 『よみがえれ知床　100平方メートル運動の夢』…… 2010年3月発行。著者は辰濃和男編著・その他の著者は関根郁雄・深沢博

## しれとこ100平方メートル運動にかかわる文化活動
『ドジラと森のまいごたち』（劇団シンデレラ）…しれとこ100平方メートル運動を題材にしたミュージカル作品。

## 関連施設
100平方メートル運動ハウス…斜里町大字遠音別村字岩宇別。昭和62年開館。しれとこ100平方メートル運動の活動を紹介する常設展示がある他、運動参加者の参加時の都道府県・氏名が掲示されている。